# Комітет Верховної Ради України з питань інформатизації та зв'язку
Комітет Верховної Ради України з питань інформатизації та зв’язку — колишній профільний комітет Верховної Ради України, утворений Верховною Радою України VIII скликання 4 грудня 2014. Діяв у ВРУ VIII скликання (2014–2019).
У складі Комітету було 9 народних депутатів. До предмету відання віднесено 12 питань.

## Склад комітету
Станом на 1 серпня 2015:.
Керівництво:
- голова Комітету — Данченко Олександр Іванович
- перший заступник голови Комітету — Лук'янчук Руслан Валерійович
- заступник голови Комітету — Гринів Ігор Олексійович
- заступник голови Комітету — Усов Костянтин Глібович
- секретар Комітету — Матузко Олена Олександрівна

Члени:
- Бабенко Валерій Борисович
- Мороко Юрій Миколайович
- Семенуха Роман Сергійович